# Polytribax perspicillator
Polytribax perspicillator är en stekelart som först beskrevs av Johann Ludwig Christian Gravenhorst 1807.  Polytribax perspicillator ingår i släktet Polytribax och familjen brokparasitsteklar. Arten är reproducerande i Sverige. Utöver nominatformen finns också underarten P. p. meridionator.